# Ahmed Al-Haddad
Ahmed Al Haddad (1955) è una personalità religiosa emiratina, attuale Gran Mufti di Dubai.

## Biografia
Haddad ha studiato Shari'a in Arabia Saudita e nel 1993 ha conseguito il dottorato a La Mecca alla Umm al-Qura University. Divenuto giurista esperto in fatwā, ha fatto parte dei Comitato per la Shari'a istituito in seno alla Banca Centrale degli EAU e dei Comitati per la Shari'a altre importanti compagnie finanziarie emiratine. Membro dell'International Islamic Fiqh Academy, è stato professore associato al Collegio di studi islamici dell'Università del Qatar e all'Imam Malik College for Shari'a e Law a Dubai. Ha ricoperto anche l'incarico di capo del Dipartimento per la fatwa di Dubai. Ha preso parte a programmi radiofonici e televisivi sulla legislazione islamica e ha pubblicato diversi libri sull'argomento. 
Nel 2011 è stato nominato Gran Muftì di Dubai. 

## Posizioni
Nel 2009, Haddad ha dichiarato che secondo la legge islamica le donne avrebbero l'autorità per emettere fatwa. Secondo lui, "le donne che hanno una conoscenza sufficiente degli insegnamenti islamici possono diventare mufti ed emettere fatwa". Ha inoltre continuato dicendo che diventare un Muftī dipende sempre dalla conoscenza, non dal genere e ha citato a sostegno un versetto coranico che esortava coloro che conoscevano la legge a condividerlo. La sentenza di Haddad era generalmente in accordo con la maggior parte delle fonti sunnite ed è arrivata come risposta alle domande sollevate sulla validità delle donne come ecclesiastiche musulmane.
Haddad è stato oggetto di attenzione più tardi nel 2010, quando ha rilasciato una controversa dichiarazione sui matrimoni misti nel paese. Secondo i dati statistici, il numero di che sposano stranieri è aumentato del 10% in soli quattro anni; nel 2010, quasi un matrimonio su tre è stato condotto con partner stranieri. I funzionari ritengono che l'aumento del costo delle doti e delle cerimonie nuziali sia la ragione principale che persuade gli uomini locali a cercare mogli straniere, che costano molto meno per sposarsi. La questione dei matrimoni misti è vista da alcuni come un rischio per i dati demografici della piccola e sottodimensionata popolazione locale del paese, che conta meno di 1 milione. A Dubai gli stranieri sono diventati più numerosi dei locali e i matrimoni interetnici sono cresciuti di conseguenza. In risposta al cambiamento dei modelli sociali, Haddad ha chiesto un freno ai matrimoni tra locali e stranieri, affermando che mentre la scelta di un partner nell'Islam è una libertà personale, tale libertà può essere limitata a beneficio dell'interesse pubblico. Tale proposte non sono state bene accolte da alcuni e sono state molto criticate, anche in considerazione del fatto che un certo numero dei reali del paese aveva mogli straniere.